# بيل في 280 فالور
بيل في 280 فالور هي مروحية من تطوير شركة بيل للمروحيات، أقلعت المروحية أول مرة في 18 ديسمبر 2017.